# Madison Square

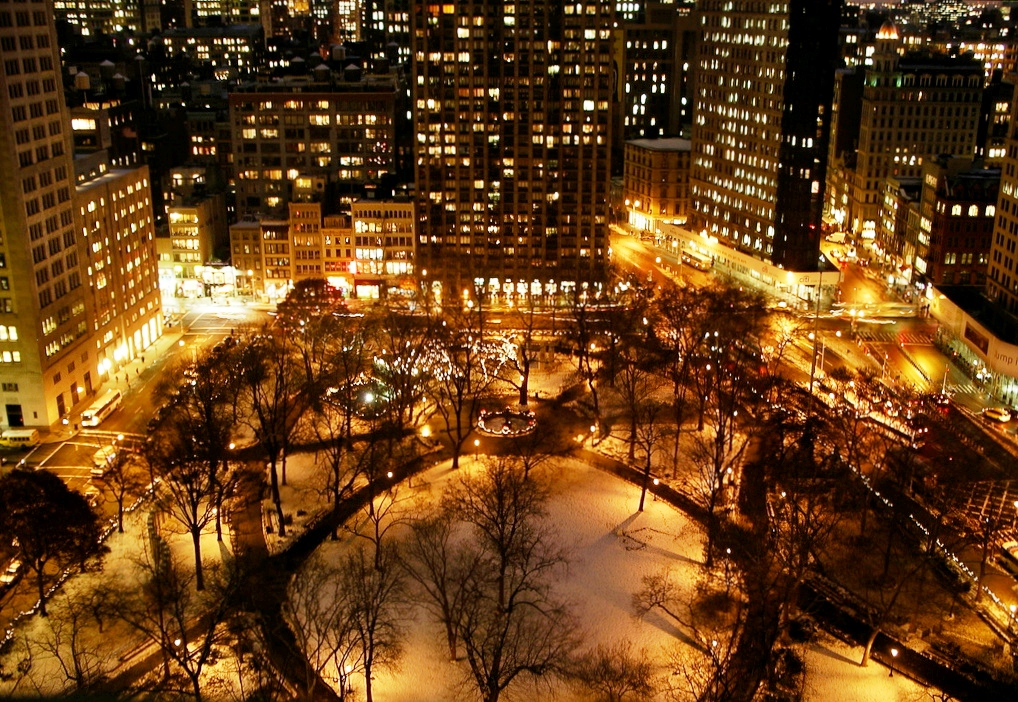
Madison Square

Madison Square je náměstí v New Yorku na Manhattanu. Je vytvořeno propojením Páté Avenue a Broadway. Pojmenováno bylo po Jamesovi Madisonovi, což byl čtvrtý prezident Spojených států amerických a hlavní autor ústavy Spojených států.
Hlavní částí náměstí je Madison Square Park s rozlohou 2,75 hektarů, který ohraničuje na východě Madison Avenue, na jihu 23. ulice, na severu 26. ulice a na západě Pátá Avenue a Broadway.
Park a náměstí se nachází na severním konci čtvrti Flatiron District.